# Słowo zgody
Słowo zgody – artykuł Cypriana Kamila Norwida z 1851 na temat emigracji.

## O utworze
Słowo zgody stanowi ostatnie ogniwo serii artykułów-listów Norwida, publikowanych w latach 1849-1851 w prasie poznańskiej, a dotyczących problematyki młodej lub młodszej emigracji polskiej z lat 1846-1848. Artykuł był reakcją Norwida na korespondencję z Paryża Juliana Klaczki opublikowaną w Gońcu Polskim z 28 stycznia. Klaczko zaatakował młodą emigrację, zarzucając jej zobojętnienie dla narodowych prac i spraw, życie z dnia na dzień, bez celu, bez najmniejszego planu, zbywanie jednej chwili następną oraz zarozumiałość. Ten ostatni zarzut zilustrował niedawnym wystąpieniem pewnego młodzieńca przeciw amnestii, co jego zdaniem bardziej by przystało komuś ze starszych i już zasłużonych na polu literatury czy nauki, jako to Lelewelowi, Zaleskiemu czy Goszczyńskiemu. Nowa emigracja nie wyobraża żadnej odrębnej, nowej myśli w tułactwie,  nie ma prawa do przodowania w niczym, a zdrowy rozsądek nakazuje przyznać pierwszeństwo tym, którzy dali dowody większej pracy i wytrwalszych cierpień. Odpowiedź Norwida ukazała się w Gońcu Polskim 7 lutego 1851.

## Treść
Norwid sprzeciwił się najpierw temu, by młodą emigrację określać wedle tego do czego nie ma ona prawa i czego nie wyobraża. Każdy człowiek, naród, każde pokolenie ma swoje powołanie, w którym go nikt inny zastąpić nie może. Stara emigracja, o której pisze jego poprzednik, jest jedyną polską emigracją polityczną, ale nie jest jedyną emigracją w ogóle. Pierwszą jest ta, która w kopalniach na zesłaniu służy przed Bogiem. Druga, na Zachodzie, została postawiona w obliczu ludzkości. Trzecia jest w kraju uciśnionym przez zaborców. Pierwsza pracuje świętością, druga – w obliczu Ducha sprawującego ludzkością, trzeciej świeci Chrystusowy przymiot Syna. Te są trzy ramiona krzyża narodowego, czwarte złożone jest z tych, co u Ojca niebieskiego sprawie służą. Nowa emigracja nie jest więc żadną osobną emigracją, bo ramiona krzyża są tylko cztery. Jej indywidualność względem starszej wyraża się w ten sam sposób, w jaki kiedyś wyrażała się indywidualność starszej emigracji wobec swoich ojców. Tam była romantyczność przeciw klasyczności, tu jest ludowość a narodowość. Do narodu tylko z tych trzech emigracji, to jest z krzyża, mówić można, trzeba więc zrozumieć tą zbytnią, może nawet śmieszną sumienność młodszej emigracji. Ziarno rzucone w głąb kazamat wyrasta przezroczystymi łodygami i liśćmi. Kwiatu wydać nie potrafi, ale daje więźniowi przeczucie nieśmiertelności. Nie ma więc nowej emigracji, jest tylko młodsza. Służy jej przed Bogiem to samo prawo, co żniwiarzom z przypowieści, z których jedni przyszli do pracy o świcie, inni w południe, a ostatni pod wieczór, a wszyscy otrzymali po denarze za swoją pracę.